# Magasins Manrique
Magasins Manrique es un edificio, monumento histórico ubicado en los números 33, 35 y 37 de la rue des Grandes-Arcades en Estrasburgo, en el departamento francés de Bas-Rhin.

## Histórico

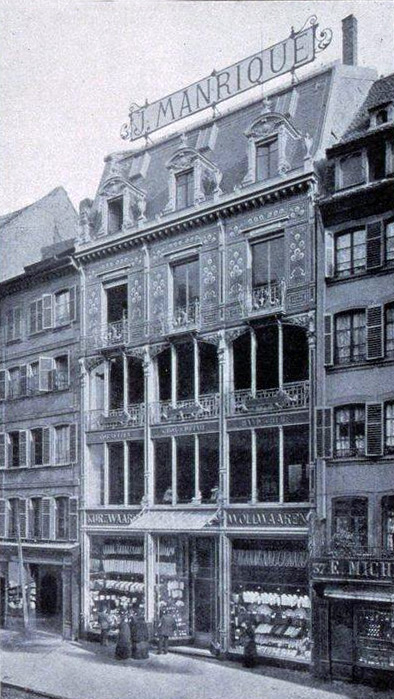
Antigua tienda Manrique (1898)

Fue objeto de un registro parcial como monumento histórico por decreto desde el 21 de diciembre de 1984 Más precisamente, son los cuatro vanos verticales de la fachada, a excepción de la planta baja y los tres vanos a la izquierda del último nivel los que están inscritos. Fue construido a finales del siglo XIX y mediados del siglo XX. En efecto, este edificio tuvo tres fases de construcción : 1896, 1899 y en 1950.
La numeración se debe a su uso principal. : Tiendas Manrique. Cambió de función en 1919 y se convirtió en Les Arcades, un cine. En 1987, el cine dio paso a una marca americana de comida rápida.

## Arquitectura
Fue construido por Julius Berninger y Gustave Krafft hacia 1896, albergando entonces la mercería J. Manrique. El cuarto tramo más alto se añadió en 1899, a la manera de los grandes almacenes parisinos con estructura metálica. Su parte superior alberga una decoración de estilo Art Nouveau.